# はまゆう号

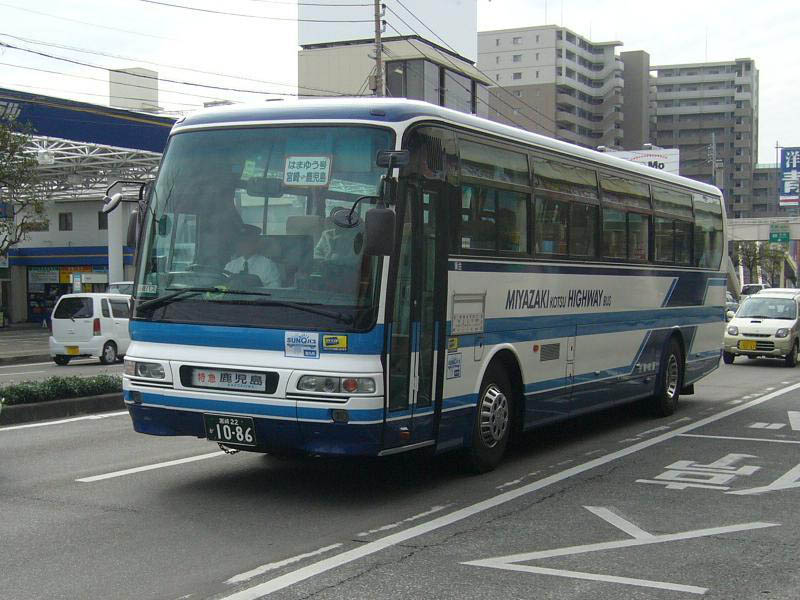
宮崎交通便

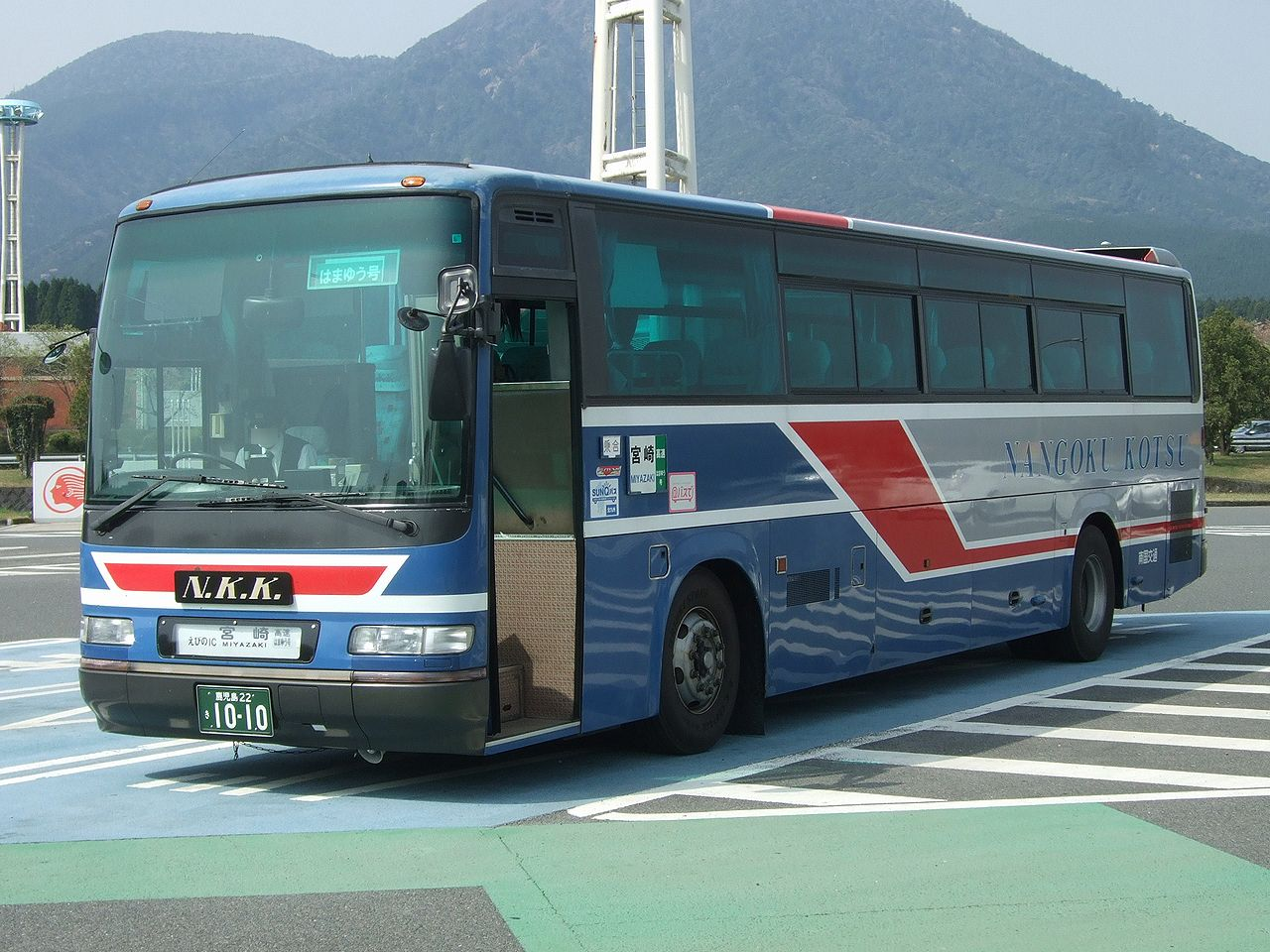
南国交通便

はまゆう号とは、宮崎県宮崎市と鹿児島県鹿児島市を結んで運行されていた高速バス路線である。
以前は、大分バスとの共同運行で別府・大分から国道10号を経由、延岡・日向を経て南宮崎（宮交本社前）を結んでいた特急バスの愛称として使われていた。（別府⇒南宮崎は「はまゆう号」、南宮崎⇒別府は「ゆけむり号」と名称が変わっていた）

## 運行会社
- 宮崎交通（担当：宮崎中央営業所）
- 南国交通（担当：鹿児島営業所）

## 沿革
- 1982年（昭和57年）4月 - 宮崎交通・南九州高速バスの2社共同運行において各社5往復の計10往復にて運行開始。当時は宮交シティ - 上荒田の運行であった。
- 2004年（平成16年）3月13日 - 南九州高速バスが運行から撤退。宮崎交通の単独運行となり、7往復に減便。鹿児島側の発着地がいづろ高速バスセンターから天文館に変更。えびのICに停車するようになる。
- 2005年（平成17年）4月時点では宮崎 - 鹿児島間8往復（多客期9往復）、小林バスセンター - 鹿児島間1往復。
- 2007年（平成19年）4月28日 - 夜行用27人乗り3列独立シート・スーパーハイデッカー車を使用し、宮崎駅 - 宮交シティ間と鹿児島中央駅前（南国日生ビルバスセンター）天文館のみに停車する予約指定制の「ノンストップはまゆう号」を1往復運行開始（鹿児島側からの予約・発券業務は南国交通が担当した）。宮崎駅 - 天文館間を2時間30分で運行（各停便は2時間50分）。
- 2008年（平成20年）4月1日 - 「ノンストップはまゆう号」を廃止。代替として各停便を1往復増発し、9往復とする。
- 2009年（平成21年）4月1日 - 7往復に減便。
- 2010年（平成22年）12月20日 - 南国交通が運行に参加。8往復とし、停車地を伊敷バスストップから下伊敷（国道3号沿い）に変更。宮交バスカの使用は不可能となる。
- 2011年（平成23年）10月1日 - 「宮崎駅」の停車場所が、駅向かい側の宮崎交通宮崎駅前バスセンターから、西口前のKITEN（宮崎グリーンスフィア壱番館）に新設された高速バスターミナルに移転。また、これまで停車していた橘百貨店沿いにあった「デパート前」バス停から、鹿児島行きが「山形屋前」（乗車のみ）・宮崎行きが「カリーノ宮崎前」（降車のみ）に停車場所を変更。
- 2012年（平成24年）4月23日 - 南国交通鹿児島中央駅前バスセンターの開業に伴い、鹿児島中央駅前乗降場所を変更[1]。
- 2013年（平成25年）初め頃 - 7往復に減便。
- 2013年（平成25年）7月1日 - 乗車予約方法が時間指定制から座席指定制に変更される。
- 2017年（平成29年）11月1日 - 運賃支払い方式が乗車時先払いとなる。
- 2020年（令和2年）3月21日 - 新型コロナウイルス感染症の世界的流行に伴い一部運休（これ以降、全便運休まで減便を繰り返し最終的に2往復となる）。
- 2021年（令和3年）3月1日 - 全便運休。
- 2021年（令和3年）4月1日 - 運行再開せず休止。

## 運行経路・停車停留所
太字は停車停留所。宮崎空港・宮崎駅 - 宮交シティならびに鹿児島空港南 - 天文館のみの利用は不可。
宮崎空港（一部） - 宮崎駅 - 山形屋前/カリーノ宮崎前 - 橘通り一丁目 - たまゆらの湯 - 宮交シティ - 宮崎IC - （宮崎自動車道） - 清武 - 田野東 - 高城 - 都城北 - 高崎東 - 高原IC - 小林IC - 飯野 - えびのJCT - （九州自動車道） - えびのIC - 吉松 - 鹿児島空港南 - 鹿児島空港 - 帖佐 - 鹿児島北IC - （国道3号・鹿児島市内方面） - 下伊敷 -天文館 -  鹿児島中央駅前
- 宮崎駅の乗降場所は駅西口前の高速バスターミナルとなる。
- 山形屋前は鹿児島行きの乗車のみ、たまゆらの湯・カリーノ宮崎前は宮崎行きの降車のみ停車する。
- 宮崎発のうち1本は水・土曜日に宮崎空港始発、宮崎行きのうち1本は月曜日を除く毎日に宮崎空港行きとなる。
- 鹿児島空港へは一旦溝辺鹿児島空港ICにて降りたのち、空港前のバスのりばに立ち寄る。空港近くの高速道路上の鹿児島空港南バス停にも停車する。
- 霧島SAにおいて10分間の途中休憩がある。
- 鹿児島中央駅の乗降場所は、駅東口通り（鹿児島市電「鹿児島中央駅」電停前）の鹿児島中央ターミナルビル（ソラリア西鉄ホテル「Reise（ライゼ）」1F）2番ホーム発・4番ホーム着となる。

## 車両仕様・車内サービス
- ハイデッカー、4列シート、40-45人乗り、トイレなし
  - 宮崎交通便では車両運用の関係上、稀にトイレ付き車両が入る場合がある